# Abies numidica
Abies numidica là một loài thực vật hạt trần trong họ Thông. Loài này được de Lannoy ex Carrière miêu tả khoa học đầu tiên năm 1866.